# Anna-Maria Ravnopolska-Dean
Anna-Maria Ravnopolska-Dean (bulgare: Анна-Мария Равнополска-Дийн), est une harpiste bulgare.
Elle a étudié avec le professeur italien et harpiste Liana Pasquali et a continué ses études aux États-Unis avec Susann McDonald, à l'Université d'Indiana, Bloomington. En 1992, elle est devenue un des fondateurs de l'Université Américaine en Bulgarie.

## Compositions
- Improvisation for harp solo, juin 2003 ;
- The turtle’s castle” for harp solo, septembre 2003 ;
- Four compositions for harp on Haiku poetry, octobre 2003 ;
- Waltz and Lullaby for piano solo, novembre 2003 ;
- Rap Tango for harp and voice, novembre 2003 ;
- Suite of eight dances: Laendrer, Tango, Fandango, Horo, Kazachok, Arabian dance, Pavane, avril 2004 ;
- Fantasy on Traviata, juin 2005 ;
- Two haiku pieces on Basho, février 2006 ;
- The mystic trumpeter d'après Walt Whitman, février 2006 ;
- Five haiku pieces « Solo Honkadorae Renga », février 2006.

## Discographie
- Bulgarian Harp Favorites, Arpa d’oro, CD 2003
- Legende: French Music for Harp, Gega compact disc, 1999
- Harpist at the Opera (honoring the Donizetti bicentennial), Arpa d'oro CD, 1997
- Harps of the Americas (Paraguayan and pedal harps), Arpa d'oro CD, 1996
- Erich Schubert Pop Harp Festival, Gega CD, 1994
- A Harpist's Invitation to the Dance, Gega CD, 1992